# Lappsparvar
Lappsparvar (Calcarius) är ett släkte med fåglar som idag placeras i familjen sporrsparvar (Calcariidae). 

## Systematik och utbredning
Lappsparvarna har traditionellt placerats inom den ganska stora familjen fältsparvar (Emberizidae). Data från genetiska undersökningar visar dock att släktet tillsammans med de två arterna inom släktet Plectrophenax och präriesporrsparven (Rhynchophanes mccownii) inte har sina närmsta släktingar inom fältsparvsfamiljen utan istället utgör den egna familjen sporrsparvar (Calcariidae).
Under en period placerades präriesporrsparven inom släktet, men DNA-studier visar att den är närmre besläktad med arterna i släktet Plectrophenax än vad de övriga arterna inom Calcarius är. Därför placeras präriesporrsparven i det egna släktet Rhynchophanes för att bättre beskriva släktförhållandena och undvika att släktet Calcarius blir parafyletiskt.
Släktet består av tre arter:
- Lappsparv (Calcarius lapponicus)
- Praktlappsparv (Calcarius ornatus)
- Tundralappsparv (Calcarius pictus)

Två av släktets arter förekommer bara i Nordamerika och dessa delas vanligtvis inte upp i några underarter, medan lappsparven (C. lapponicus) har en cirkumpolär utbredning och delas upp i fem underarter. De är alla flyttfåglar som uppträder i större flockar om vintern.

## Utseende och ekologi
Detta släkte består av kraftiga fåglar som födosöker på marken. De har långa vingar och de ses ofta i öppna biotoper. Den adulta hanen hävdar sitt revir genom sångflykt och hans häckningsdräkt är kraftfull och kontrastrik till skillnad från den mer brunmelerade och kamouflagefärgade vinterdräkten.

## Namn
Släktets vetenskapliga namn kommer av latinets calcar som betyder "sporre", och släktnamnet kan översättas med "sporrförsedd".